# Wątrobowce
Wątrobowce (Marchantiophyta, syn. Hepaticophyta) – gromada roślin telomowych (jedna z czterech wyróżnianych obok mchów, glewików i roślin naczyniowych), dawniej sytuowana jako klasa w gromadzie mszaków. Do grupy tej należy ok. 9000 gatunków klasyfikowanych do trzech klas: jungermaniowych Jungermanniopsida, porostnicowych Marchantiopsida i wyodrębnionej w XXI wieku jako klad bazalny Haplomitriopsida. Występują na wszystkich kontynentach, ale najbardziej zróżnicowane są w strefie międzyzwrotnikowej i na obszarach górskich w strefie umiarkowanej na półkuli południowej. W Polsce występuje ok. 250 gatunków wątrobowców.
Są to z reguły niewielkie rośliny, u których pokoleniem dominującym jest gametofit. Rozwija się on początkowo jako nitkowaty splątek, a następnie plechowaty lub ulistniony gametofor. Z niego po zapłodnieniu komórki jajowej rozwija się delikatny i krótkotrwały sporofit zwieńczony zwykle kulistawą lub wydłużoną zarodnią. Wątrobowce rosną zazwyczaj w miejscach wilgotnych i cienistych. Znaczenie użytkowe mają ograniczone, ale cenione są jako materiał badawczy (były pierwszymi roślinami, u których odkryto chromosomy płci). Część przedstawicieli (np. z rodzaju miedzik Frullania) może wywoływać u ludzi reakcję alergiczną.

## Morfologia

Treubia lacunosa

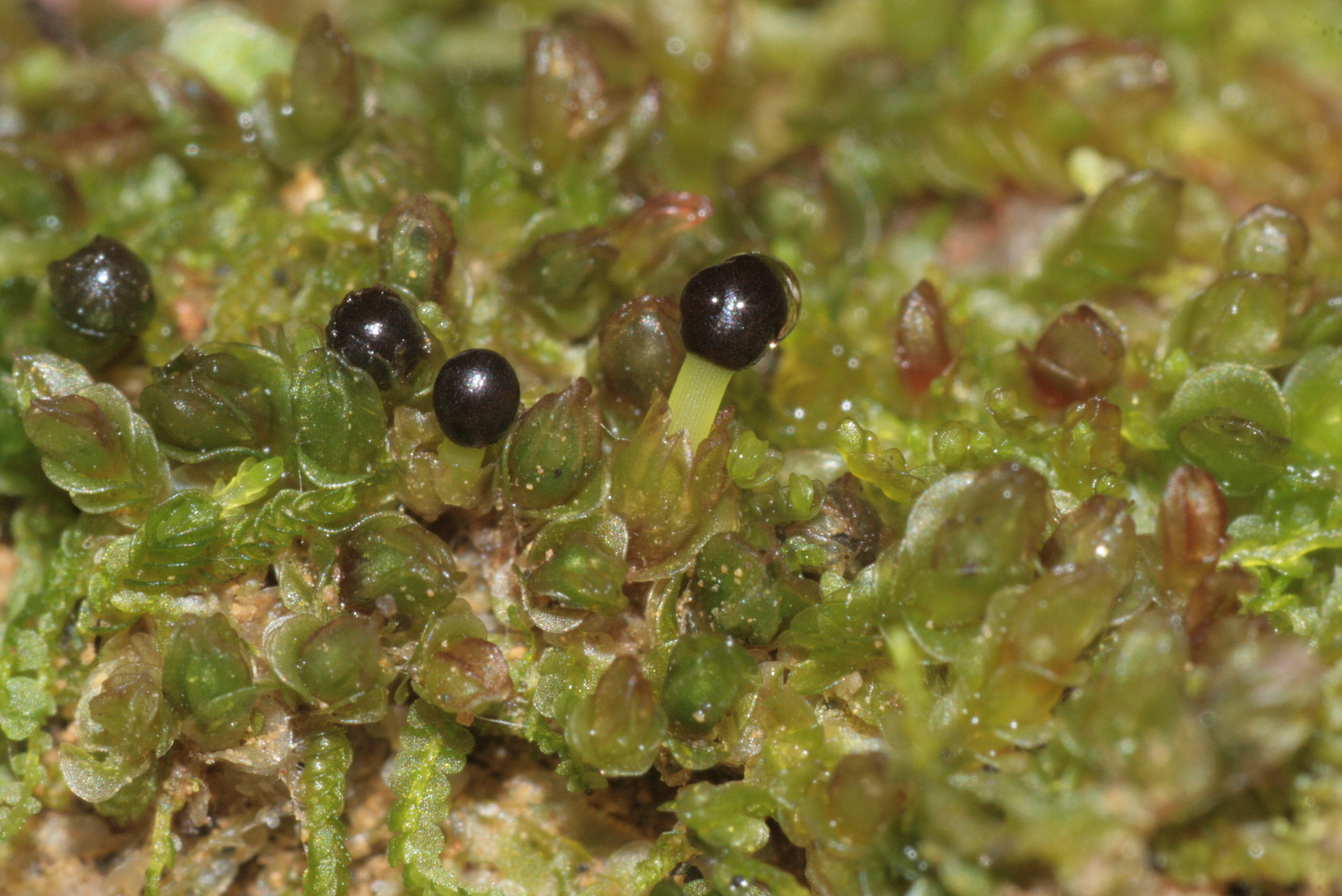
Jungermannia gracillima

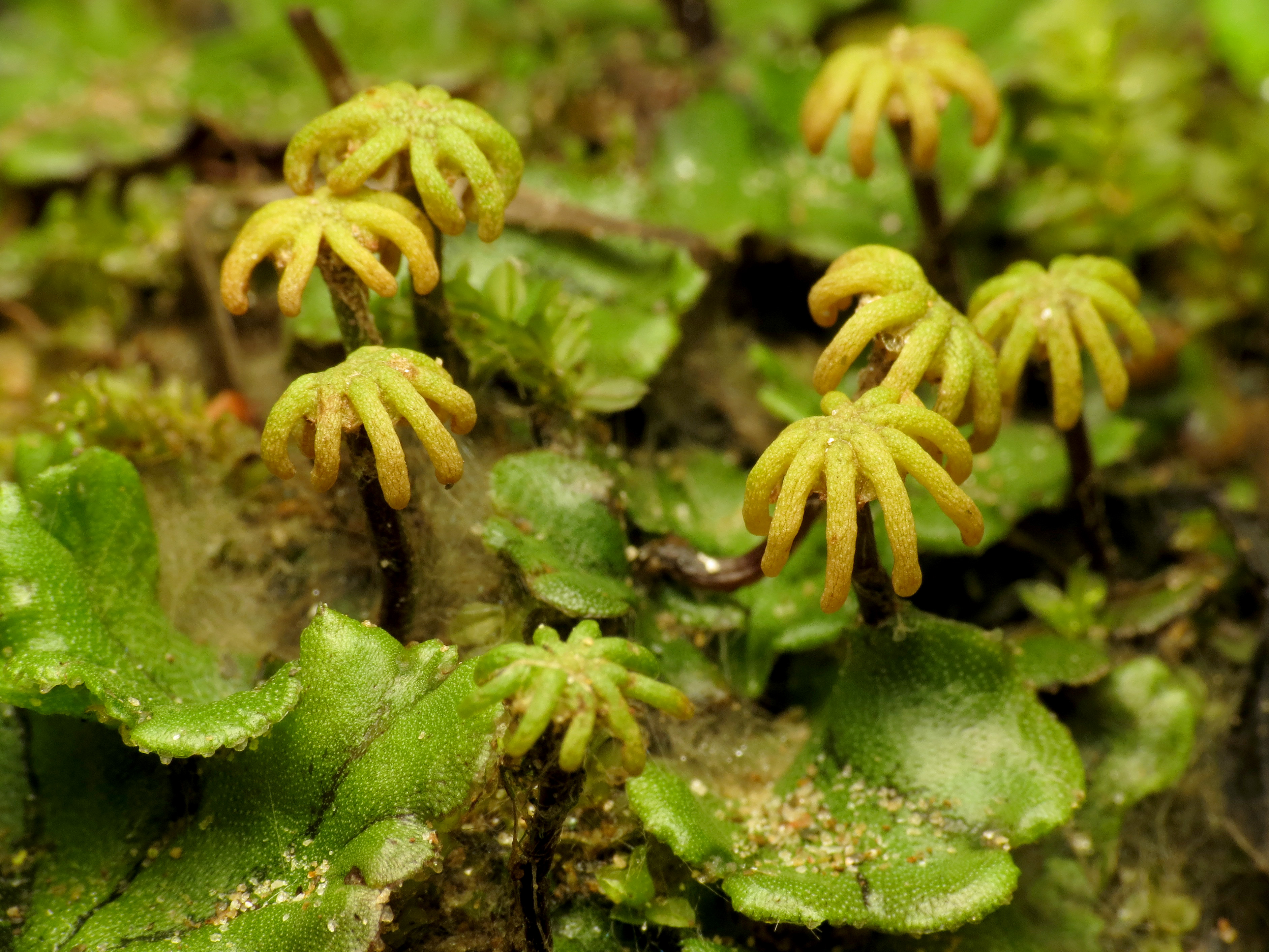
Marchantia polymorpha

### Gametofit
Rozwija się z nitkowatego splątka (czasem tylko jednokomórkowego), który z kolei rozwija się z zarodnika. Rzadko, jeśli do pierwszych podziałów dochodzi w obrębie zarodnika – faza splątka nie występuje. Budowa gametoforu jest zróżnicowana – od najprostszej w postaci niezróżnicowanej plechy poprzez plechę o zróżnicowanej budowie tkankowej po tzw. wątrobowce liściaste, zróżnicowane na łodyżki (zwane też nibyłodyżkami i kauloidami) i listki (zwane też nibyliśćmi i fylloidami). Gametofity wątrobowców są relatywnie niewielkie – osiągają od kilku mm do kilkunastu cm. Na ogół są zielone, rzadko wtórnie bezzieleniowe jak u Cryptothallus. Do podłoża przytwierdzone są za pomocą chwytników.
Gametofory plechowate mają zwykle kształt rozetkowaty, czasem taśmowaty. Wątrobowce liściaste mają listki wyrastające na łodyżkach w trzech rzędach. Listki mogą być wszystkie jednakowe lub jeden rząd listków bywa zredukowany. Kształt listków jest różny, zwykle są one jednak zawsze jednokomórkowe.
Plemnie i rodnie otoczone są własnymi ścianami i rozwijają się u wątrobowców poza innymi tkankami gametofitu, często na trzoneczkach, rzadko są wtórnie zagłębione w gametoforze.
Na powierzchni gametofitu u wielu wątrobowców powstają rozmnóżki (gemmy) służące do rozmnażania wegetatywnego. Mogą mieć one postać drobnych ciałek tworzonych przez pojedyncze lub dwie komórki, rzadziej są większe, w kształcie blaszek kolistych lub języczkowatych, kulistawe i gwiaździste. Rozwijają się one zwykle na brzegach plechy lub liści, ewentualnie na żeberku, po jego dolnej stronie. U niektórych rodzajów rozmnóżki rozwijają się na trzoneczkach w kubeczkowatych zagłębieniach (np. u Marchantia, Blasia i Lunularia). Kształt, barwa i miejsce występowania rozmnóżek należy do cech diagnostycznych, istotnych przy oznaczaniu gatunków.

### Sporofit
Składa się ze stopy, trzonka sporangialnego (sety) i zarodni (zwanej także sporangium i sporogonem). U niektórych przedstawicieli (rodzina Ricciaceae) stopa i trzonek są silnie zredukowane i sporofit składa się niemal z samej zarodni. Stopa zagłębiona jest w gametoficie i zwykle jest bulwiasto zgrubiała. Trzonek początkowo jest zielony i krótki, ale szybko się wydłuża (nawet 1 mm na godzinę) i staje się biały i połyskujący. Ponieważ nie zawiera żadnych tkanek mechanicznych – jest miękki i krótkotrwały – szybko się pokłada. Rozwijający się sporofit wyrasta z rodni rozrywając jej ściankę. Pozostałości rodni widoczne są w postaci zwykle wyraźnego kołnierzyka u podstawy trzonka, a nie czepka przykrywającego zarodnię, jak u mchów.
Zarodnie są kuliste, owalne lub walcowate. Mają barwę od żółtej poprzez odcienie brązu i zieleni do koloru niemal czarnego. Ściana zarodni jest wielokomórkowa (np. u Jungermanniales) lub jednokomórkowa (np. Marchantiales). Sposób otwierania się zarodni jest specyficzny dla różnych taksonów i stanowi cechę diagnostyczną przy oznaczaniu wątrobowców. Ściana zarodni u części wątrobowców gnije, u innych rozpada się na nieregularne lub na cztery równe płaty albo otwiera wieczkiem. Wewnątrz zarodni znajdują się zarodniki i elatery (sprężyce), brak kolumienki. Kształt, barwa i rzeźba ścianek zarodników stanowią ważną cechę diagnostyczną przy oznaczaniu wątrobowców.

## Anatomia
Wątrobowce cechują się znacznym zróżnicowaniem budowy wewnętrznej – są takie o budowie jednorodnej, nie zróżnicowanej na tkanki, ale też takie, u których wyraźnie różnicuje się epiderma i aparaty szparkowe oraz tkanki: spichrzowa, asymilacyjna, wzmacniająca, a nawet występują wyspecjalizowane komórki pełniące funkcje przewodzące.
Charakterystycznym elementem budowy większości komórek wątrobowców są ciała (ciałka) oleiste. Są one bezbarwne, silnie łamią światło i ich funkcja pozostaje niejasna. U różnych grup systematycznych wykształcają się jako drobne lub okazałe krople tłuszczowe, jednorodne lub składające się z kilku kropli. Są bardzo trwałe – obecne są już w najmłodszych listkach i pozostają w komórkach nawet obumierających. Chloroplasty wątrobowców są zwykle liczne, drobne i soczewkowate.

## Ekologia
W większości są to rośliny wrażliwe na wysychanie, stąd zasiedlają głównie siedliska o dużej wilgotności, przy czym tylko nielicznie występują w siedliskach wodnych. Preferują miejsca cieniste. Do wyjątków należą gatunki zasiedlające siedliska suche, w tym nawet pustynne. Bardzo liczne rosną w wilgotnych lasach równikowych i w lasach mglistych na obszarach górskich. Są też wątrobowce spotykane na obszarach suchych, w formacjach trawiastych, a nawet na półpustyniach. Rosną na nagiej ziemi, martwym drewnie lub korze drzew. W strefie międzyzwrotnikowej część gatunków rośnie na liściach roślin zimozielonych.

## Systematyka
Wątrobowce stanowiły jedną z dwóch, obok mchów, klas w obrębie gromady mszaków w systemie Eichlera z 1883. Marshall A. Howe jako pierwszy w 1899 wyodrębnił z wątrobowców glewiki jako trzecią klasę (Anthocerotes) w obrębie mszaków. Po odkryciu parafiletycznego charakteru mszaków, trzy wyróżniane w ich obrębie klasy zostały przez Johannesa M. Proskauera podniesione do rangi gromad w 1957, co zostało przyjęte w późniejszych systemach. Większość analiz filogenetycznych wskazuje na to, że wątrobowce są ewolucyjnie najstarszą linią ewolucyjną, siostrzaną dla zróżnicowanych później mchów, glewików i roślin naczyniowych.
Pozycja i relacje filogenetyczne w obrębie mszaków nie są jednak wciąż ustalone w sposób jednoznaczny i co jakiś czas ukazują się prace wskazujące na jednak monofiletyczny ich charakter. W takim wypadku wątrobowce są wskazywane jako siostrzane wobec mchów, z glewikami tworzącymi grupę bazalną (takie wnioski wyciągają np. autorzy badań nad DNA chloroplastowym z 2018 i 2014 roku).
Podział wątrobowców
Klasa Haplomitropsida Stotler & Crandall-Stotler
rząd Calobryales Hamlin – kalobriowce
rząd Treubiales Schljakov
Klasa Jungermanniopsida Stotler et Crand.-Stotl. – jungermaniowe
podklasa Jungermanniidae Engl.
rząd Jungermanniales H.Klinggr. – jungermaniowce
rząd: Porellales Schljakov
rząd: Ptilidiales Schljakov
podklasa Metzgeriidae Barthol.-Began
rząd: Metzgeriales Chalaud
rząd: Pleuroziales Schljakov
podklasa Pelliidae He-Nygrén, Juslén, Ahonen, Glenny et Piippo
rząd: Fossombroniales Schljakov
rząd: Pallaviciniales W.Frey et M.Stech
rząd: Pelliales He-Nygrén, Juslén, Ahonen, Glenny et Piippo
Klasa Marchantiopsida Cronquist, Takht. et W.Zimm. – porostnicowe
podklasa Blasiidae He-Nygrén, Juslén, Ahonen, Glenny et Piippo
rząd: Blasiales Stotler et Crand.-Stotl.
podklasa Marchantiidae Engl.
rząd: Lunalariales H.Klinggr.
rząd: Marchantiales Limpr. – porostnicowce
rząd: Neohodgsoniales D.G.Long
rząd: Sphaerocarpales Cavers